# 대송항 (울주군)
대송항(大松港)은 울산광역시 울주군 서생면 대송리에 있는 어항이다. 2004년 9월 23일 어촌정주어항으로 지정되었다. 관리청은 울주군청이다.

## 어항 시설
방파제, 물양장, 호안, 선양장이 설치되어 있다.

## 주요 어종
계절회유성 어종 및 정착성어종이 다양하다.

## 낚시 정보
이름난 낚시 포인트로서 봄, 가을 수십척의 낚시어선이 모여든다.

## 주변 볼거리
간절곶 등대 및 공원시설, 회센터 등이 있다.

## 관련 축제
- 간절곶 해맞이 축제